# 新聞眼 (三台聯播)
《新聞眼》是台灣電視史上曾經存在的三台聯播新聞雜誌節目，製作單位中國電視公司新聞部，1981年9月7日開播，首任主持人胡雪珠，是中視新聞部製播的第一個三台聯播新聞雜誌節目。1984年5月20日，公共電視節目開播、取代三台聯播節目，《新聞眼》成為中視新聞部製播的公共電視節目。1987年2月2日，中國電視大廈啟用，《新聞眼》製作小組設於中視新聞部一樓辦公室。翟翬曾任《新聞眼》製作人。胡雪珠退出《新聞眼》後，陳若華為第二任主持人，童中白為第三任主持人。
1983年，《新聞眼》獲選行政院新聞局中華民國71年度下半年電視優良聯播節目第一名，頒發獎牌一面與獎金新台幣三十萬元；1983年9月7日，中國國民黨中央文化工作會主任周應龍蒞臨中視，頒獎給《新聞眼》與《六十分鐘》。第20屆金鐘獎與第22屆金鐘獎，胡雪珠均以《新聞眼》入圍電視金鐘獎新聞節目主持人獎。